# Наглимозеро
Наглимозеро — пресноводное озеро на территории Печниковского сельского поселения Каргопольского района Архангельской области.

## Общие сведения
Площадь озера — 5,7 км², площадь водосборного бассейна — 24,8 км². Располагается на высоте 163,4 метров над уровнем моря.
Форма озера лопастная, продолговатая: оно почти на пять километров вытянуто с севера на юг. Берега изрезанные, каменисто-песчаные, местами заболоченные.
С юго-западной стороны озера вытекает ручей Пороги, впадающий с правого берега в реку Хабаньзю, которая, в свою очередь, впадает в Хабозеро. Сток из Хабозера осуществляется через протоку без названия, впадающую в Колодозеро, из которого берёт начало река Виксеньга. Виксеньга впадает в реку Колоду, которая является притоком реки Водлы, впадающей в Онежское озеро.
С юго-востока в Наглимозеро впадает протока, вытекающая из Саргозера.
В озере около десятка островов различной площади, рассредоточенных по всей площади водоёма. Наиболее крупный, Большой, расположен по центру водоёма и условно делит озеро на две части.
Населённые пункты и автодороги вблизи водоёма отсутствуют.
Код объекта в государственном водном реестре — 01040100411102000019472.